# حمید محمد عظیم
حمید محمد عظیم (انگلیسی: Hamid Mohamed Azim؛ زادهٔ ۳ ژوئن ۱۹۵۶) بازیکن والیبال اهل مصر بود.